# Edward Jennings
Edward Jennings, né le 9 avril 1898 à Philadelphie et mort le 9 février 1975 à San Diego (Californie), est un rameur d'aviron américain.

## Palmarès

### Jeux olympiques
- Paris 1924
  -  Médaille de bronze en deux barré.
- Los Angeles 1932
  -  Médaille d'or en deux barré[1].